# پاپایاکتا

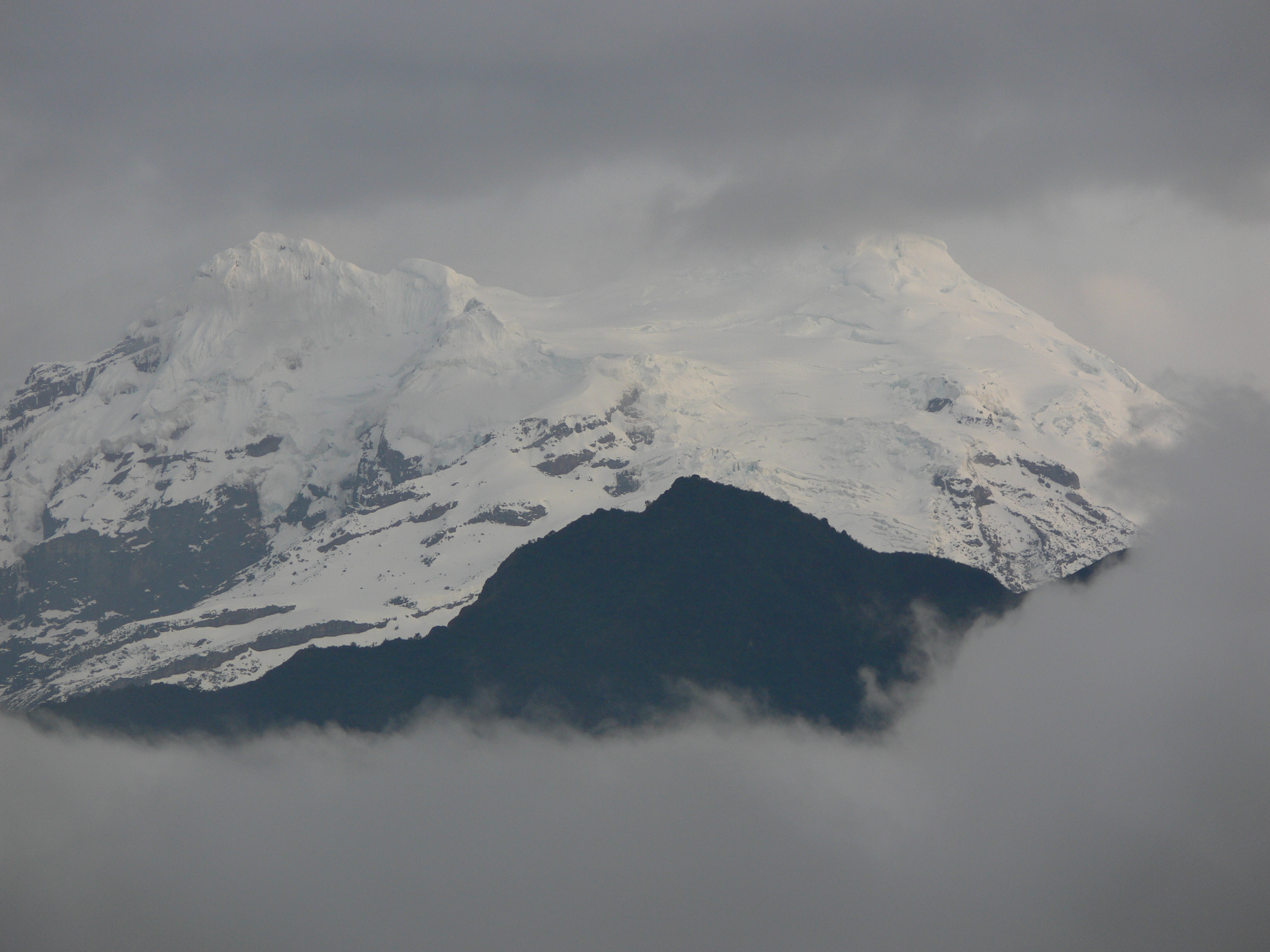
آتشفشان آنتیسانا و چشمه‌های آب گرم پاپایاکتا

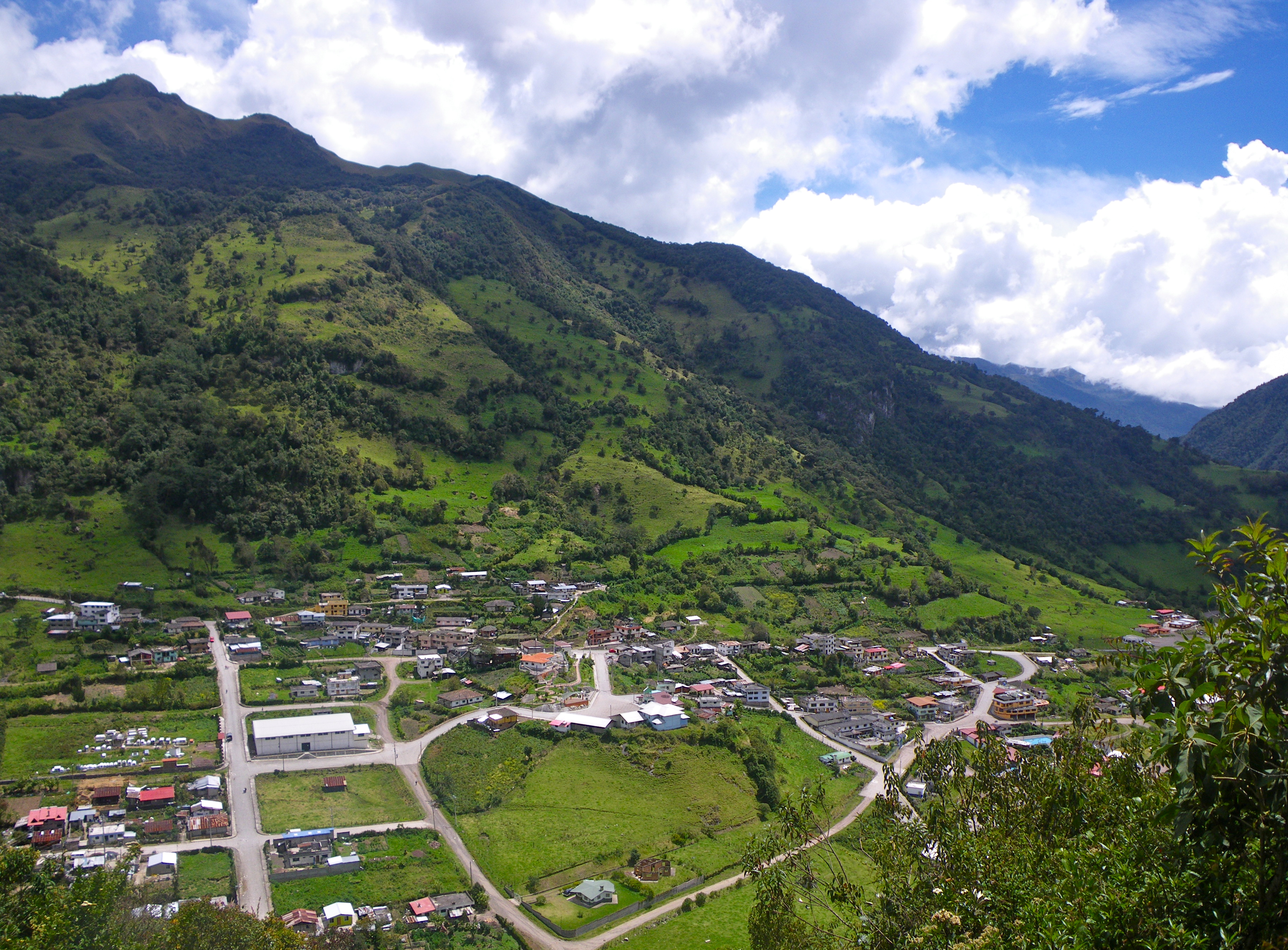
پاپایاکتا، اکوادور در ۱۶ اکتبر ۲۰۱۱

پاپایاکتا (انگلیسی: Papallacta)روستای کوچکی در استان ناپو است که در ارتفاع ۳۳۰۰ متری کوه‌های آند در شرق کردی‌راس در مسیر کیتو واقع است که در جنگل‌های آمازون قرار دارد. تعداد زیادی چشمه‌های آبگرم در پاپایاکتا وجود دارد؛ که تا ارتفاع ۴۰۰۰ متری در بین چند شهر و روستا قرار دارد. مسیر برگشت از قله پاپایاکتا به طرف کوه‌های آلپ و جنگل‌های گرمسیری امتداد پیدا می‌کند.